# Mainvilliers (Eure-et-Loir)
Mainvilliers ist eine französische Gemeinde mit 10.950 Einwohnern (Stand: 1. Januar 2022) im Département Eure-et-Loir in der Region Centre-Val de Loire.

## Geographie
Die Gemeinde liegt rund 90 km südwestlich von Paris in einer großen Ebene als Vorort von Chartres. Sie ist umgeben von den Nachbargemeinden Bailleau-l’Évêque im Nordwesten und Norden, Lèves im Nordosten, Chartres im Osten und Südosten, Lucé im Süden und Amilly im Westen und Südwesten.

## Bevölkerungsentwicklung
| Jahr                       | 1962 | 1968 | 1975 | 1982   | 1990 | 1999   | 2006   | 2016   |
| Einwohner                  | 4068 | 6119 | 8499 | 10.068 | 9956 | 10.018 | 10.331 | 11.182 |
| Quellen: Cassini und INSEE |      |      |      |        |      |        |        |        |

## Sehenswürdigkeiten
- Compa, das Conservatoire d’agricole, ein Museum zur Entwicklung, den Techniken und der Wissenschaft von der Landwirtschaft.
- Rathaus (Mairie)
- Kirche des Saint-Hilaire, begonnen in der Zeit vor 949

## Gemeindepartnerschaft
Mainvilliers unterhält seit 1974 eine Partnerschaft mit der Ortsgemeinde Römerberg (Pfalz) in Deutschland.

## Persönlichkeiten
- Philarète Chasles (1798–1873), Journalist
- Henri Marchand (1898–1959), Schauspieler